# JR Tozai-lijn

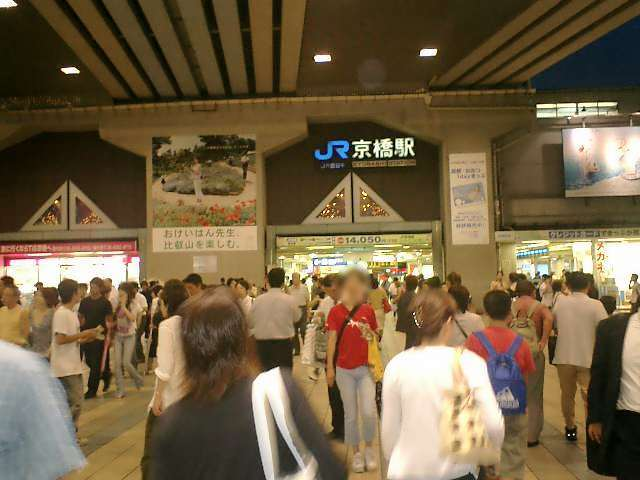
Station Kyobashi

De JR Tōzai-lijn (JR東西線, Jei-āru Tōzai-sen, oost-west-lijn) is een spoorweglijn van de West Japan Railway Company (JR West). Het is een van de vele voorstadslijnen in de agglomeratie Osaka-Kobe-Kioto. De Tozai-lijn gaat over in de Gakkentoshi-lijn in het station Kyōbashi in Osaka en de JR Takarazuka-lijn in het station Amagasaki in Amagasaki (Hyōgo). Op het traject rijden alleen stoptreinen.

## Geschiedenis
Al in 1971 bestonden er plannen om de Fukuchiyama-lijn (Takarazuka-lijn) in het westen en de Katamachi-lijn (Gakkentoshi-lijn) in het oosten met elkaar te verbinden en zo een enkele lijn te creëren die die oost en west via het centrum zou verbinden. Het duurde echter 10 jaar voordat men de vergunning rond kreeg, en ook stonden financiële problemen de aanleg in de weg. Pas in 1997 was de lijn gereed.

## Stations
| Station          | Japans     | Verbindingen | Wijk             | Stad      | Prefectuur |
| ---------------- | ---------- | --- | ---------------- | --------- | ---------- |
| Kyōbashi         | 京橋       | JR West: Gakkentoshi-lijn (Katamachi-lijn) (doorlopende lijn) en de Osaka-ringlijn Keihan: Keihan-lijn Metro van Osaka: Nagahori Tsurumi-ryokuchi-lijn | Jōtō-ku          | Ōsaka     | Ōsaka      |
| Osakajō-Kitazume | 大阪城北詰 | | Miyakojima-ku    | Ōsaka     | Ōsaka      |
| Osaka-Temmangu   | 大阪天満宮 | Metro van Osaka: Sakaisuji-lijn en de Tanimachi-lijn (Station Minami-Morimachi) | Kita-ku          | Ōsaka     | Ōsaka      |
| Kita-Shinchi     | 北新地     | JR West: Tokaido-lijn (JR Kioto-lijn, JR Kobe-lijn en JR Takarazuka-lijn en de Osaka-ringlijn (Station Osaka) Metro van Osaka: Tanimachi-lijn (Station Higashi-Umeda), Yotsubashi-lijn (Station Nishi-Umeda) en de Midosuji-lijn (Station Umeda) Hanshin: Hanshin-lijn (Station Umeda) Hankyu: Kobe-lijn, Takarzazuka-lijn en de Kioto-lijn (Station Umeda) | Kita-ku          | Ōsaka     | Ōsaka      |
| Shin-Fukushima   | 新福島     | JR West: Osaka-ringlijn (Station Fukushima) Hanshin : Hanshin-lijn (Station Fukushima) | Fukushima-ku     | Ōsaka     | Ōsaka      |
| Ebie             | 海老江     | Hanshin : Hanshin-lijn (Station Noda) Metro van Osaka: Sennichimae-lijn (Station Nodahanshin) | Fukushima-ku     | Ōsaka     | Ōsaka      |
| Mitejima         | 御幣島     | | Nishiyodogawa-ku | Ōsaka     | Ōsaka      |
| Kashima          | 加島       | | Yodogawa-ku      | Ōsaka     | Ōsaka      |
| Amagasaki        | 尼崎       | JR West: Tōkaidō-lijn (JR Kobe-lijn, doorlopende treinen) en de Fukuchiyama-lijn (JR Takarazuka-lijn) | Amagasaki        | Amagasaki | Hyōgo      |